# Sewickley Hills
Sewickley Hills és una població dels Estats Units a l'estat de Pennsilvània. Segons el cens del 2000 tenia 652 habitants.

## Demografia
Segons el cens del 2000, Sewickley Hills tenia 652 habitants, 225 habitatges, i 186 famílies. La densitat de població era de 101,1 habitants/km².
Dels 225 habitatges en un 40% hi vivien nens de menys de 18 anys, en un 77,3% hi vivien parelles casades, en un 3,6% dones solteres, i en un 16,9% no eren unitats familiars. En el 13,8% dels habitatges hi vivien persones soles el 6,2% de les quals corresponia a persones de 65 anys o més que vivien soles. El nombre mitjà de persones vivint en cada habitatge era de 2,9 i el nombre mitjà de persones que vivien en cada família era de 3,23.
Per edats la població es repartia de la següent manera: un 28,8% tenia menys de 18 anys, un 4,3% entre 18 i 24, un 25,2% entre 25 i 44, un 32,8% de 45 a 60 i un 8,9% 65 anys o més.
L'edat mediana era de 40 anys. Per cada 100 dones de 18 o més anys hi havia 98,3 homes.
La renda mediana per habitatge era de 79.466 $ i la renda mediana per família de 92.102 $. Els homes tenien una renda mediana de 58.125 $ mentre que les dones 31.875 $. La renda per capita de la població era de 38.681 $. Entorn del 3,6% de les famílies i el 3,5% de la població estaven per davall del llindar de pobresa.

## Poblacions properes
El següent diagrama mostra les poblacions més properes.